# Табора (регион)
Табора је један од 26 административних региона у Танзанији. Главни град региона је Табора. Регион се граничи са регионом Шињанга на северу, са регионима Руква и Кигома на западу, са регионом Мбеја на југу и са регионом Сингида на истоку. Површина региона је 76 151 km².
Према попису из 2002. године у региону Табора је живело 1 717 908 становника. 

## Дистрикти
Регион Табора је административно подељен на 6 дистрикта: Урамбо, Нзега, Игунга, Табора, Ујуи и Сиконге.